# بادية بني سعد
بادية بني سعد هي مدينة تقع جنوب شرق مدينة الطائف. منشأ بني سعد بن بكر من قبيلة هوازن التي هي قبيلة عتيبة شهدت بنى سعد الواقعة جنوب محافظة الطائف على مساحة تقدر بحوالي 2000 كيلو

## عن القرية
يسكنها حوالي 100 ألف نسمة في عدد كبير من القرى تقدر بحوالي 300 قرية مناخا معتدلا مما جعلها من أنسب الأماكن لقضاء الإجازات والترفيه على مدار العام حيث يتمتع السائح بجوها المعتدل ومناظرها الخلابة ويتذوق فيها أفضل أنواع العسل وخاصة العسل الصيفي وأفضل أنواع الفواكه كالعنب والخوخ والرمان والتين بنوعيه والسفرجل والمشمش إضافة إلى أفضل أنواع الخضراوات.

## الموقع
يقع مركز بني سعد جنوبي الطائف على الطريق السياحي الرابط بين الطائف بني سعد ميسان بني مالك الباحة. عاصمة بني سعد أو مركزها هو: السَّحَنْ وتقع على الطريق المسفلت، وهي عامرة بالسكان والأسواق وبعض الدوائر الحكومية وتقع خلفها الذويبات ومن ضمنها بلدة بأسم حليمة السعدية، وتبعد عن السحن حوالي 7 كيلومترات والطريق إلى الذويبات ممهدا وفي الذويبات مباني حديثة.

## الأثار التاريخية
وتحتضن هذه المنطقة العديد من الآثار التاريخية القديمة كالحصون والمساجد والمنازل التي يظهر على تشييدها النمط المعماري القديم المزين ببعض النقوش التاريخية القديمة ومنها مرصد ابن عميره الذي هو عبارة عن حصن مبنى من عدة طوابق تتخلله نوافذ الرصد ومؤشر بأعلاه إضافة إلى الكثير من القرى القديمة.

## الاكلات الشعبية
تتنوع الوجبات الشعبية في بني سعد وتتشكل وتأتي العصيدة والخبز على الجمر أو على «المجرفة» والسليقة والمندي في مقدمة هذه الأكلات، إلا أن هناك أكلات لازالت سائدة وقديمة مثل «الفتة بالسمن» المصنوعة من الدقيق المطبوخ بالسمن بعد حصده من المزرعة.

## الـمـناخ
مناخ مركز بني سعد معتدلا خلال الصيف بينما تغطي كتل الضباب الكثيف القمم الجبلية مع دخول فصل الشتاء وتنخفض درجات الحرارة بشدة على المرتفعات ويعتدل الطقس في المواقع المنخفضة كتهامة الحجاز.

## الـمساحـة
بنى سعد الواقعة جنوب محافظة الطائف على مساحة تقدر بحوالي 5000 كيلو متر مربع.

## السكان
يسكن هذه المنطقة حوالي 100 ألف نسمة وهم من قبيلة عتيبة.